# Ulrika Elvgren
Lena Ulrika Elvgren, född Andersson 19 januari 1979, är en svensk meteorolog på TV4.
Ulrika Elvgren är uppväxt i Älvdalen och tog meteorologiexamen 2002 vid Uppsala universitet. 
Elvgren har arbetat på TV4 sedan 2004. Mellan 2002 och 2007 arbetade hon som flygmeteorolog på Arlanda.